# Distrito de Pashchim Champaran
Pashchim Champaran (en bihari; पश्चिम चंपारण जिला) es un distrito de India en el estado de Bihar (Código ISO: IN.BR.WC.).
Comprende una superficie de 5 229 km².
El centro administrativo es la ciudad de Bettiah.

## Demografía
Según el censo de 2011 contaba con una población total de 3 922 780 habitantes.

## Localidades
- Chanpatia